# Laurie Batista
Laurie Rachel Batista López (* 29. Mai 1996 in San Miguelito) ist eine panamaische Fußballspielerin.

## Karriere

### Klub
Auf Klubebene ist sie seit 2021 beim Tauro FC aktiv.

### Nationalmannschaft
Bei der panamaischen A-Nationalmannschaft hatte sie ihr Debüt im Jahr 2018. Nach dem CONCACAF Women’s Gold Cup 2018 war sie mit beim internationalen Playoff um einen Startplatz bei der WM 2019 dabei. Hier unterlag ihr Team aber im Hin- und Rückspiel.
Ihre ersten Einsätze bei einem großen Turnier sind dann von der CONCACAF W Championship 2022 bekannt, für welche sie sich mit ihren Mitspielerinnen wieder qualifizierte. Hier kam sie in allen Gruppenspielen zum Einsatz, schied jedoch mit ihrem Team dann nach der Vorrunde aus. Durch die Platzierung auf dem dritten Platz durfte die Mannschaft aber am Playoff-Turnier um einen Startplatz bei der Weltmeisterschaft 2023 teilnehmen. Hier schaffte es ihr Team schlussendlich dann auch sich für die WM zu qualifizieren, jedoch wurde sie in keinem der Spiele eingesetzt.